# Shaban Demiraj
Shaban Demiraj (n. 1920, Vlora, Albania – d. 30 august 2014, Tirana, Albania) a fost un albanolog și lingvist albanez, profesor la Universitatea din Tirana între 1972 și 1990 și președinte al Academiei de Științe a Albaniei în perioada 1993-1997.

## Biografie
Demiraj s-a născut la 1 ianuarie 1920 în Vlorë. În ciuda dificultăților financiare și a lipsei instituțiilor academice în Albania, a reușit să studieze și să învețe latină, greacă veche și principalele limbi europene. După ce și-a terminat studiile la Madrasa din Tirana în 1939, a studiat limba albaneză în curriculum-ul de doi ani al Institutului Pedagogic, secția de limbă și literatură albaneză (1946–1948), și mai târziu la Institutul Pedagogic Superior (1954–1955).
Între 1948 și 1954, Demiraj a lucrat ca profesor de limbă și literatură în diverse licee din Gjirokastër și Tirana. În 1954, a început să lucreze ca lector la același Institut Pedagogic Superior de unde a absolvit, și mai târziu la Universitatea din Tirana (UT), ocupând această funcție până în 1990. Între 1962 și 1989, a fost șeful catedrei de limbă albaneză, iar între 1962 și 1966 a fost prodecan al Facultății de Istorie și Filologie a UT.
Domeniile de expertiză ale lui Demiraj erau: morfologia albanezei moderne, gramatica istorică a albanezei, istoria scrierii albaneze (secolele XVIII-XIX) și un curs special de lingvistică balcanică. În 1989, a devenit membru al Academiei de Științe a Albaniei, fiind președintele acesteia în perioada 1993-1997. Pe lângă publicațiile sale de cercetare, Demiraj a publicat și numeroase articole științifice în Albania și în străinătate pe teme precum istoria limbii albaneze, gramatica și fonetica, și balcanologie. A transcris și adaptat opera lui Gavril Dara Kënga e sprasme e Balës (în română Ultimul cântec al lui Bala) în 1994. A lucrat și ca traducător, realizând ediția albaneză a romanului Martin Eden de Jack London, în 1959.
Demiraj a făcut parte din comitetul care a organizat Congresul de Ortografie din 1972 (în albaneză Kongresi i Drejtshkrimit), unde au fost standardizate regulile ortografice ale limbii albaneze, și a fost, de asemenea, semnatar al ortografiei.
Este tatăl lingvistului Bardhyl Demiraj.

## Opera
Câteva dintre principalele sale lucrări includ:
- Demiraj, Shaban (1969). Rreth disa problemeve të paskajores në gjuhën shqipe (Despre unele probleme ale infinitivului în limba albaneză). Studime Filologjike (I).
- Çështje të sistemit emëror të gjuhës shqipe (Probleme ale sistemului nominal al limbii albaneze). Pristina: Pristina University Press, 1972.
- Gramatikë historike e gjuhës shqipe (Gramatica istorică a limbii albaneze). Tirana: Tirana University Press, 1986. Traducere în germană: Austrian Academy of Sciences. Historische Grammatik der albanischen Sprache (Gramatica istorică a limbii albaneze). Viena: Verlag der Österreichischen Akademie der Wissenschaften, 1993.
- Gjuha shqipe dhe historia e saj (Limba albaneză și istoria ei). Tirana: Tirana University Press, 1988. Traducere în italiană: La lingua albanese – origine, storia, strutture (Limba albaneză – origine, istorie, structuri). Rende: Centro Editoriale e Librario, Università degli Studi della Calabria, 1997.
- Gjuhësi ballkanike (Lingvistică balcanică). Skopje: Logos-A 1994 (în albaneză și macedoneană), republicată la Tirana în 2004.
- Fonologjia historike e gjuhës shqipe (Fonologia istorică a limbii albaneze), 1996.
- Prejardhja e Shqiptarëve në dritën e dëshmive të gjuhës shqipe (Originea albanezilor în lumina mărturiilor limbii albaneze), 1999, o a doua ediție în engleză ca The Origin of the Albanians (linguistically investigated)(Originea albanezilor (investigație lingvistică)), 2006.
- Eqrem Çabej (Eqrem Çabej), 1990.
- Epiri, Pellazgët, Etruskët dhe Shqiptarët (Epirul, pelasgii, etruscii și albanezii), 2008.
- Gramatikë e gjuhës shqipe, vëll. I Morfologjia (Gramatica limbii albaneze, vol. I Morfologia), 1976, alte ediții 1995, 2002, ca editor și coautor.

## Distincții
- "Mësues i Popullit" (Profesor al Poporului).
- "Çmimi i Republikës i shkallës së parë" (Premiul Republicii de gradul întâi).
- "Çmimi i Republikës i shkallës së dytë" (Premiul Republicii de gradul al doilea), de două ori.
- "Mjeshtër i Madh i Punës" (Ordinul Mare Maestru al Muncii).
- "Qytetar Nderi" (Cetățean de Onoare) din partea municipalității Vlorë.